# Carneyeiland
Carney-eiland is een eiland in de Zuidelijke Oceaan nabij het vasteland van Antarctica, gelegen tussen Siple-eiland en Wright-eiland. Het eiland is 8.500 km² groot en wordt niet door een land geclaimd. Het eiland is geheel bedekt door ijs.
Het eiland is in de jaren 60 van de 20e eeuw ontdekt en is door Advisory Committee on Antarctic Names vernoemd naar de admiraal Robert Carney.